# Aleksandra Jaryszkina
Aleksandra Jaryszkina, rus. Александра Ярышкина (ur. 10 czerwca 1994) – rosyjska lekkoatletka specjalizująca się w skoku wzwyż. 
W 2013 została wicemistrzynią Europy juniorów. 
Rekordy życiowe: stadion – 1,88 (21 lipca 2013, Rieti); hala – 1,85 (30 stycznia 2011, Penza). 

## Osiągnięcia
| Rok  | Impreza                              | Miejsce | Pozycja     | Wynik |
| ---- | ------------------------------------ | ------- | ----------- | ----- |
| 2011 | Olimpijski festiwal młodzieży Europy | Trabzon | 11. miejsce | 1,70  |
| 2013 | Mistrzostwa Europy juniorów          | Rieti   | 2. miejsce  | 1,88  |